# 薩姆納 (喬治亞州)
薩姆納（英語：Sumner）是一個位於美國喬治亞州沃思縣的城鎮。

## 地理
薩姆納的座標為31°30′40″N 83°44′18″W / 31.51111°N 83.73833°W，而該地的平均海拔高度為115米（即377英尺）。

## 人口
根據2010年美國人口普查的數據，薩姆納的面積為2.80平方千米，當中陸地面積為2.80平方千米，而水域面積為0.00平方千米。當地共有人口427人，而人口密度為每平方千米153人。